# Matjaž Kmecl
Matjaž Kmecl, slovenski slovenist, literarni zgodovinar in teoretik, pisatelj, kulturni zgodovinar in politik, * 23. februar 1934, Dobovec pod Kumom.

## Življenje
Rodil se je v stari učiteljski družini očetu Edu in materi Boži, ki sta živela in učila tudi v Velenju. Leta 1953 je končal I. gimnazijo v Celju, leta 1959 pa diplomiral na slavistiki ljubljanske univerze in tam leta 1970 doktoriral z disertacijo Uvod v razlago sodobne slovenske novele. Asistent na katedri za zgodovino slovenske književnosti je bil med letoma 1960 in 1971, nato pa docent za zgodovino slovenske literature, 1977 postal izredni, 1982 pa je bil izvoljen za rednega profesorja. Med letoma 1977 in 1979 je bil dekan Filozofske fakultete v Ljubljani. V tujini se je večkrat študijsko izpopolnjeval (Dunaj, Moskva) ali predaval (univerze v Celovcu, Regensburgu, na Dunaju, Benetkah, Tübingenu, Sydneyju, Melbournu, Trstu, Gorici). Tudi med opravljanjem političnih funkcij je še predaval na matični fakulteti in bil dve leti tudi predstojnik slavističnega oddelka.
Leta 1963 je bil voljeni odbornik občinske skupščine Ljubljana Center. Med letoma 1982 in 1986 je bil član Izvršnega sveta Socialistične republike Slovenije in predsednik Republiškega komiteja za kulturo, po letu 1982 član CK ZKS in od 1986 njegovega predsedstva (do konca leta 1989). V letih 1990–92 je bil neposredno izvoljeni član (5-članskega) Predsedstva RS. V državniški funkciji je potoval v Avstrijo, Nemčijo, nekdanjo Sovjetsko zvezo, Italijo, Francijo, Avstralijo in na Poljsko. 
Matjaž Kmecl je tudi nepoklicni žlahtnitelj vrtnic v Sloveniji. Vzgojil je veliko novih sort vrtnic: Prešeren, Trubar, Čajkovski, Astrid Lindgren, da Vinci, Ljubljana.

## Delo
Deloval je kot tajnik Slavističnega društva Slovenije (1962). 1972–75 je bil predsednik SSJLK za tuje slaviste, 1980–82 pa predsednik sekcije za slovenščino v javnosti pri RK SZDL Slovenije in predsednik (prvi vodja) Jezikovnega razsodišča. Bil je glavni in področni urednik strokovnega časopisa Jezik in slovstvo (1970–1976); dvakrat vodil prenavljanje učnih načrtov za pouk slovenščine. 1986–1990 je bil predsednik sveta Borštnikovega srečanja, 1986 je postal predsednik sveta Mladinske knjige, 1987 predsednik sveta Triglavskega narodnega parka, kasneje nekaj časa predsednik sveta SNG Drame v Ljubljani; od 2010 podpredsednik Zveze združenj za vrednoste NOB Slovenije. Včlanil se je tudi v Slovensko protestantsko društvo Primož Trubar. Z referati se je udeleževal jugoslovanskih slavističnih kongresov.
Bil je sourednik Problemov in urednik Jezika in slovstva. Najprej je objavljal literarne kritike in sodeloval pri skupinskih raziskovalnih delih (Lirika, epika, dramatika, (1965), Slovenska književnost 1945–1965, (1967)) ter se že tedaj usmeril predvsem v raziskovanje pripovedne proze. V samostojnih publikacijah obravnava dve področji: literarno teorijo (priročnik Mala literarna teorija), še posebej naratologijo (Novela v literarni teoriji), in slovensko prozo, zlasti iz 19. stoletja (Od pridige do kriminalke; Rojstvo slovenskega romana). Osrednje teme njegovih literarnozgodovinskih raziskav so literarni programi, Fran Levstik in sodobna slovenska književnost na avstrijskem Koroškem. Prispeval je spremno razpravo k faksimilirani izdaji prvih treh Trubarjevih tiskov, interpretiral vprašanja Vodovnikovega oziroma bukovniškega humorja, razčlenil abelardstvo pri Francetu Prešernu, še posebej v Krstu pri Savici. Prikazal je tudi nekaj značilnih avtoric klasične slovenske književnosti (Fanny Hausmann, Josipina Urbančič, Pavlina Doljak Pajk, Mira Mihelič). Vprašanjem novejše slovenske literature je v teh letih posvetil razprave o Karlu Destovniku - Kajuhu. Za Enciklopedijo Slovenije je prispeval nekaj monografskih gesel. Sodeloval je tudi v različnih litararnih in gledaliških žirijah ali jih vodil.  
V leposlovju se je uveljavil predvsem kot dramatik, najprej z radijskimi igrami (Pišem radijsko igro (1966); Intervju, (1968)). V gledaliških igrah je obdeloval predvsem slovenske mite (Lepa Vida ali problem svetega Ožbalta; Friderik z Veroniko ali grof celjski danes in nikoli več, 1979; Marjetica ali smrt dolgo po umiranju, 1980; Levstikova smrt, 1981; Mutasti bratje 1982), enako v televizijski drami Bohinjska miniatura. V esejistiki se posveča problemom in simbolom slovenstva: goram in planinstvu (S prijatelji pod macesni), razmerju med kulturo in politiko (Slovenska postna premišljevanja). Napisal je tudi kulturnozgodovinski prikaz Slovenije po pokrajinah v knjigi Zakladi Slovenije. Z B. Šömnom je soavtor scenarija Poet (za film in nadaljevanko o Prešernu, 2000). Nekaj obznanstvenih besedil je posvetil tudi literarnim temam, predvsem v peterici fiktivnih monologov Trubarja, Andreja Smoleta, Franceta Prešerna, Lovra Tomana in Frana Levstika, ki so izšli pod skupnim naslovom Bridkost po slovensko.

## Priznanja in nagrade
Za svoje delo je bil večkrat nagrajen, zlasti za dramatiko. Leta 1979 je (s sodelavci) dobil Župančičevo nagrado za knjigo Zakladi Slovenije, leta 1976 in 1983 nagrado Kidričevega sklada (drugič za knjigo Rojstvo slovenskega romana), nagrado vstaje slovenskega naroda (1979), red dela s srebrnim vencem (1982), red republike s srebrnim vencem (1986); plaketo Filozofske fakultete UL. Leta 1997 je bil izvoljen za izrednega člana SAZU, leta 2003 pa je postal redni član Slovenske akademije znanosti in umetnosti; po smrti akademika Jožeta Pogačnika je začel opravljati delo tajnika razreda za filološke in literarne vede SAZU (2002–07). Je tudi predsednik Valvasorjeve fundacije pri SAZU. 1996 je prejel zlati častni znak svobode Republike Slovenije, Pretnarjevo nagrado in naziv ambasador slovenske literature (2009). Postal je tudi častni občan Mestne občine Velenje (1997) in častni meščan Ljubljane (2012).

## Izbrana bibliografija
Literarna veda in strokovne knjige:
- Novela v literarni teoriji (1975). (COBISS)
- Od pridige do kriminalke ali o meščanskih začetkih slovenske pripovedne proze (1975). (COBISS)
- Mala literarna teorija (1976, 1977, 1983-3.dopolnjena izdaja). (COBISS) (1996--4. popravljena in dopolnjena izdaja). (COBISS)
- Die slowenische Literatur im österreichischen Teil Kärntens (1979)
- Fran Levstik (zbirka Znameniti Slovenci, 1981). (COBISS)
- Fran Levstik v besedi in sliki (zbirka Obrazi, 1981)
- Rojstvo slovenskega romana (1981). (COBISS)
- Grosse Slowenen in Wien (1984, izšlo 1986)
- Babji mlin slovenske literarne zgodovine (1996). (COBISS)
- Karel Destovnik - Kajuh (1999). (COBISS)
- Tisoč let slovenske literature (2004)
- Kratka kulturna zgodovina Slovencev (2005; s prevodoma v francoščino in angleščino). (COBISS)
- Josip Jurčič, pripovednik in dramatik (2009)

Leposlovje in esejistika:
- Samota velikega teatra (1961)
- Avtomobili (1962)
- Nogometna pravljica (1964)
- Pišem radijsko igro (1966)
- Intervju (1968)
- Lepa Vida ali problem svetega Ožbalta; Bohinjska miniatura (1977). (COBISS)
- S prijatelji pod macesni (1978). (COBISS)
- Zakladi Slovenije (1979; ponatisi in prevodi v tuje jezike). (COBISS)
- Friderik z Veroniko (1979, objava 1984 in 2005)
- Marjetica ali smrt dolgo po umiranju (1980)
- Levstikova smrt (1981)
- Mutasti bratje (1982)
- Slovenska postna premišljevanja (1987). (COBISS)
- Ljubljana (1987)
- Pisma slovenskemu prijatelju (dopisovanje s Tarasom Kermaunerjem) (1989)
- Postojnska jama (1990, s prevodi in ponatisi)
- Slovenija iz zraka (1993)
- Poet (scenarij za televizijski film o življenju in nehanju Franceta Prešerna, z Brankom Šömnom, 2000).
- Bridkost po slovensko [monodrame] (2002). (COBISS)
- Nini: staromoden romančič (2003)
- Sveti Lenart, vrtnice in Gamsov skret (2008)
- Zakladi Slovenije (prenovljena izdaja, 2009). (COBISS)